# Mark Chavez
 (novembre 2018).
Si vous disposez d'ouvrages ou d'articles de référence ou si vous connaissez des sites web de qualité traitant du thème abordé ici, merci de compléter l'article en donnant les références utiles à sa vérifiabilité et en les liant à la section « Notes et références ».
Mark  « Marky »  Anthony Chavez II (né le 15 novembre 1978) est l'ex-frontman et chanteur du groupe de nu metal Californien Adema et ex-leader du groupe Midnight Panic.
Il vit à Bakersfield dans l'État de Californie.
Il est marié a Brandi avec qui il a un fils, Mark Chavez III. Sa mère Holly est également la mère de Jonathan Davis. Il a une sœur Amanda, une demi-sœur Alyssa et un demi-frère Jonathan.
Ses hobbies sont la musique, voyager, aller en concert, le skate, pêcher, prendre des photos, manger dehors avec des amis, lire, jouer aux jeux vidéo (Mortal Kombat: Deadly Alliance, Hot Shots Golf, Grand Theft Auto: Vice City) et jouer de la guitare.
Mark Chavez est célèbre pour avoir été le frontman du groupe Adema, lancé notamment par Linkin Park, mais surtout pour être le demi-frère de l'emblématique Jonathan Davis, leader du groupe fondateur du mouvement nu metal: KoЯn. Adema est fondé en 2000 par Mark Chavez, Kris Kohls, Tim Fluckey, Mike Ransom et Dave DeRoo. Leur premier album éponyme sort en 2001 et est un succès. Malheureusement pour Chavez, il n'en sera pas de même pour le second opus du groupe: Unstable (2003). Verdict : leur maison de disques Arista rompt le contrat qui la lie au groupe et à la suite de divergences avec les autres membres, Mark quitte Adema (qui continuera l'aventure sans lui, il sera remplacé par Luke Caraccioli qui quittera le groupe peu après la sortie de l'album Planets), pour finalement revenir dans le groupe durant l'été 2009.
Albums préférés de 2002 : Foo Fighters One by One, Queens of the Stone Age Songs for the Deaf, Audiovent Dirty sexy knights in Paris Red Hot Chili Peppers By the way, Papa Roach Love hate tragedy, David Bowie Greatest hits, Avril Lavigne Let go, Chevelle Wonder What's Next, Incubus Morning view, 3rd Strike 3rd strike.
Marky est le demi-frère de Jonathan Davis, frontman du groupe Californien (KoЯn). Son fils, Mark Chavez III, est né le 18 mars 2003. Marky pense que sa musique représente l'aspect négatif de la vie. Avant Adema, Mark a suivi des études pour devenir professeur et il a joué dans le groupe Fresno A.D.D.
Les influences de Mark sont : Jane's Addiction, Red Hot Chili Peppers, The Smashing Pumpkins, Stone Temple Pilots, Nirvana, U2, KoЯn, Alice In Chains, Led Zeppelin, et Deftones. Ses chansons préférées de l'album Adema sont Giving in et Trust. Ses clips préférés sont Unstable, Co-dependent et So fortunate.